# Ozerne (městys)
Ozerne (ukrajinsky Озерне, rusky Озёрное – Ozjornoje) je městys (ukrajinsky selyšče) v Žytomyrské oblasti na Ukrajině. K roku 2020 mělo přes pět tisíc obyvatel.

## Poloha
Ozerne leží na pravém, jižním břehu Hujvy, pravého přítoku Teterivu v povodí Dněpru. Od Žytomyru, správního střediska oblasti, je vzdáleno přibližně patnáct kilometrů severozápadně. Spolu se městysy Hujva a Novohujvynske tvoří Novohujvynskou hromadu.

## Dějiny
Dějiny Ozerne začínají se stavbou zdejší letecké základny, s jejímž budování začala Rudá armáda v roce 1933. Za druhé světové války zda mělo leteckou základnu letectvo nacistického Německa, které rozšířilo i její zázemí a byla zde založena německá kolonie Hegewald, kde měl jeden ze svých bunkrových velitelství Heinrich Himmler. Poté, co v roce 1944 dobyla letiště zpět Rudá armáda, bylo opět znovu rozšiřováno.
Od roku 1959 je Ozerne městysem.